# Оверинцы
 Оверинцы — деревня в Кировской области. Входит в состав муниципального образования «Город Киров»

## География
Расположена на расстоянии примерно 8 км по прямой на северо-запад от железнодорожного вокзала станции Киров.

## История
Известна с 1662 года как починок  Решетовской с 1 двором, в 1764 15 жителей, в 1802 3 двора. В 1873 году здесь (Решетовская или Першкины, Аверинны) дворов 3 и жителей 22, в 1905 (Решотовский или Оверинцы) 5 и 47, в 1926 (Оверинцы или Решотовский) 11 и 55, в 1950 (Оверины) 18 и 78, в 1989 48 жителей. Настоящее название утвердилось с 1978 года. Административно подчиняется Октябрьскому району города Киров.

## Население
Постоянное население составляло 32 человека (русские 100%) в 2002 году, 54 в 2010.